# Posedarje
Posedarje so naselje na Hrvaškem, ki je središče istoimenske občine Zadrske županije.
Večje naselje z manjšim pristanom leži na severozahodni obali Novigradskega morja okoli 22 km  severovzhodno od Zadra. Naselje se omenja že v 13. stoletju. Iz tega obdobja v naselju stoji Župnijska cerkev Blažene Djevice Marije (Gospa od Ružarija), ki je bila leta 1700 obnovljena v baročnem slogu. Na otočku ob obali stoji gotska cerkvica sv. Duha iz 15. stoletja. V starih listinah se Posedarje prvič omenjajo leta 1219 v listini hrvaško-madžarskega kralja Andreja II. Ogrskega, s katero je bila krbavskim knezom potrjeno darilo Béle III. iz leta 1194 in se nanaša na posesti v širši okolici sedanjega naselja. V času turških osvajanj je bilo Posedarje eno od večjih beneških obmejnih oporišč ter bilo zaradi tega v letih 1571., 1646., 1662. in 1665 porušeno. Kasneje so se tu naselili prebivalci katoliške vere. V začetku 19. stoletja je Posedarje dobilo status občine, ki je bila leta 1813. ukinjena in pripojena občini Novigrad. Ponovno je postalo občinsko središče med leti 1945 do 1962., ter nato do leta 1991. del občine Zadar. Med hrvaško osamosvojitveno vojno je bilo Posedarje večkrat napadeno s strani srbskih sil.

## Demografija
| Pregled števila prebivalcev po letih | Pregled števila prebivalcev po letih | Pregled števila prebivalcev po letih | Pregled števila prebivalcev po letih | Pregled števila prebivalcev po letih | Pregled števila prebivalcev po letih | Pregled števila prebivalcev po letih | Pregled števila prebivalcev po letih | Pregled števila prebivalcev po letih | Pregled števila prebivalcev po letih | Pregled števila prebivalcev po letih | Pregled števila prebivalcev po letih | Pregled števila prebivalcev po letih | Pregled števila prebivalcev po letih | Pregled števila prebivalcev po letih |
| ------------------------------------ | ------------------------------------ | ------------------------------------ | ------------------------------------ | ------------------------------------ | ------------------------------------ | ------------------------------------ | ------------------------------------ | ------------------------------------ | ------------------------------------ | ------------------------------------ | ------------------------------------ | ------------------------------------ | ------------------------------------ | ------------------------------------ |
| 1857                                 | 1869                                 | 1880                                 | 1890                                 | 1900                                 | 1910                                 | 1921                                 | 1931                                 | 1948                                 | 1953                                 | 1961                                 | 1971                                 | 1981                                 | 1991                                 | 2001                                 |
| 531                                  | 541                                  | 479                                  | 481                                  | 532                                  | 630                                  | 503                                  | 798                                  | 1133                                 | 1069                                 | 1126                                 | 1290                                 | 1292                                 | 1355                                 | 1286                                 |